# Portada/efemèride juny 14
Vista aèria del Camp de les Corts
« 13 de juny · 14 de juny · 15 de juny »